# Khajuraho
Khajuraho (in lingua hindi: खजुराहो) è una suddivisione dell'India, classificata come nagar panchayat, di 19.282 abitanti, situata nel distretto di Chhatarpur, nello stato federato del Madhya Pradesh, circa 620 chilometri a sud di Delhi. In base al numero di abitanti la città rientra nella classe IV: da 10.000 a 19.999 persone.
Una delle mete turistiche più popolari del paese, Khajuraho ha il più grande numero di templi medievali induisti e giainisti dell'India, fatto che ha portato l'UNESCO nel 1986 ad inserire il villaggio nell'elenco dei Patrimoni dell'umanità sotto il titolo di Gruppo di monumenti di Khajuraho. Il nome di Khajuraho deriva dalla parola hindi khajur, che significa palma da datteri.

## Geografia fisica
La città è situata a 24° 51' 0 N e 79° 55' 60 E e ha un'altitudine di 282 m s.l.m..

## Società

### Evoluzione demografica
Al censimento del 2001 la popolazione di Khajuraho assommava a 19.282 persone, delle quali 10.101 maschi e 9.181 femmine. I bambini di età inferiore o uguale ai sei anni assommavano a 3.641, dei quali 1.904 maschi e 1.737 femmine. Infine, coloro che erano in grado di saper almeno leggere e scrivere erano 10.215, dei quali 6.267 maschi e 3.948 femmine.

## Storia
Durante il Medioevo la città fu la capitale del regno della dinastia Rajput, il cui dominio si estendeva su questa parte dell'India fra il X ed il XII secolo. I templi di Khajuraho vennero tutti edificati nell'arco di un centinaio d'anni, fra il 950 ed il 1050 circa. Successivamente la capitale del regno venne spostata a Mahoba, ma la città continuò a fiorire ancora per diverso tempo.
Khajuraho era racchiusa da mura aventi 8 porte, ai fianchi di ognuna delle quali si trovavano 2 palme dorate. In origine entro la cerchia delle mura si trovavano oltre 80 templi, ma solo 22 di essi si sono conservati fino a noi senza crollare ed andare in rovina; essi sono disposti su di un'area di circa 21 chilometri quadrati. Una delle principali ragioni dell'ottimo stato di conservazione di questi edifici è il fatto che, al contrario di altre città dell'India settentrionale, i templi di Khajuraho non subirono attacchi o saccheggi da parte dell'uomo nel corso dei secoli. Essi rappresentano un notevole esempio di architettura indiana medievale e hanno guadagnato una certa notorietà per le sculture erotiche con cui sono decorati, una rappresentazione dello stile di vita tradizionale dell'epoca. I templi vennero riscoperti verso la fine del XIX secolo, quando alcuni dei monumenti erano stati ricoperti dalla vegetazione.

## Architettura
Lo stile con cui sono stati eretti i templi di Khajuraho è quello tipico delle costruzioni dell'India settentrionale in quell'epoca. Alcuni di essi sono dedicati a divinità giainiste, ma la maggior parte è dedicato a divinità dell'Induismo (come ad esempio Brahmā, Visnù, Shiva ed alcune delle forme femminili di Devi). Spesso i templi venivano costruiti con un corpus centrale e quattro santuari minori ai quattro angoli del tempio principale.

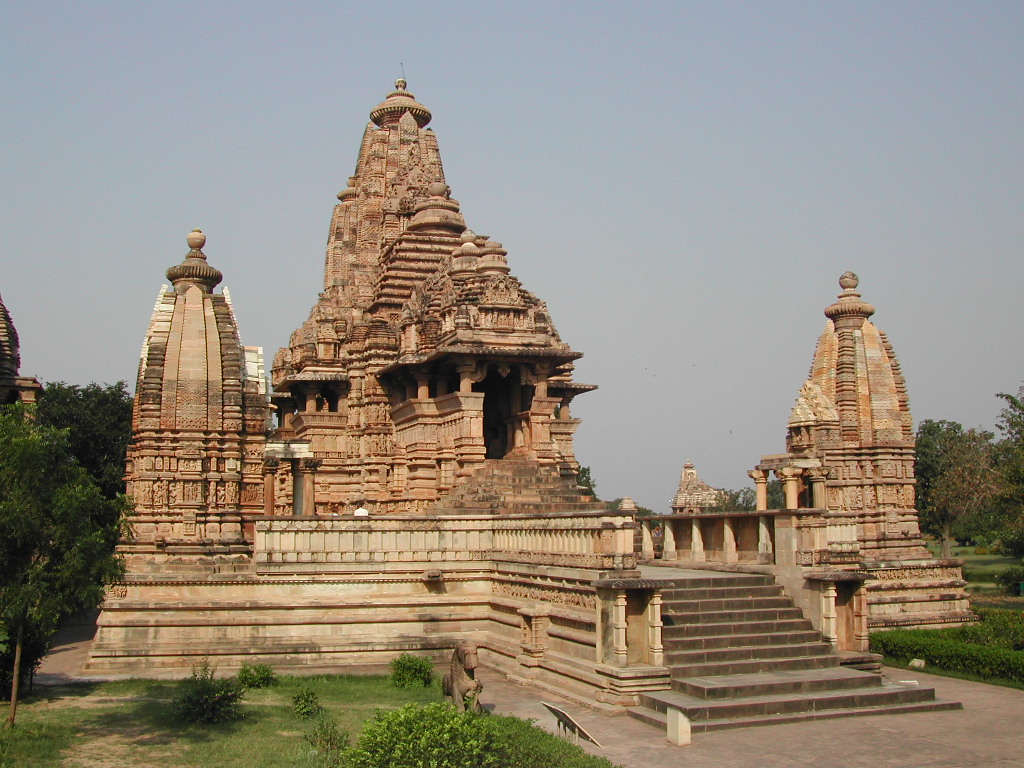
Il tempio di Lakshmana a Khajuraho; si possono vedere due dei quattro santuari che lo circondano

Questi santuari secondari si sviluppano notevolmente in verticale, con un gran numero di forme a guglia che creano una base appropriata per la guglia principale del tempio centrale; nel caso del tempio Kandariya Mahadeva, esse raggiungono il numero di 84 e i 116 metri di altezza. L'insieme di guglie e pinnacoli, principali e secondari, danno ai templi di Khajuraho il loro aspetto esteriore unico. Il loro sviluppo graduale in altezza, via via che ci si avvicina alla guglia principale, richiama la forma dei picchi himalayani.

## Paesaggio
I templi di Khajuraho oggi si trovano al centro di un paesaggio erboso con zone alberate. Quando nel 1947 l'India ottenne l'indipendenza dalla Gran Bretagna il paesaggio era invece semidesertico, con una vegetazione scarsa. Quello che si vede oggi, una specie di parco all'inglese con prati, fiori ed alberi ornamentali, è stato sviluppato a scopi turistici ma non ha molto a che fare con il paesaggio originario della regione all'epoca in cui i templi vennero eretti.
Non si sa con esattezza come doveva essere il paesaggio nel X secolo, ma si sa che i templi ospitavano una grande comunità di sacerdoti e che i tipici giardini indiani all'epoca erano composti perlopiù di alberi, senza prati o fiori.

## Le sculture

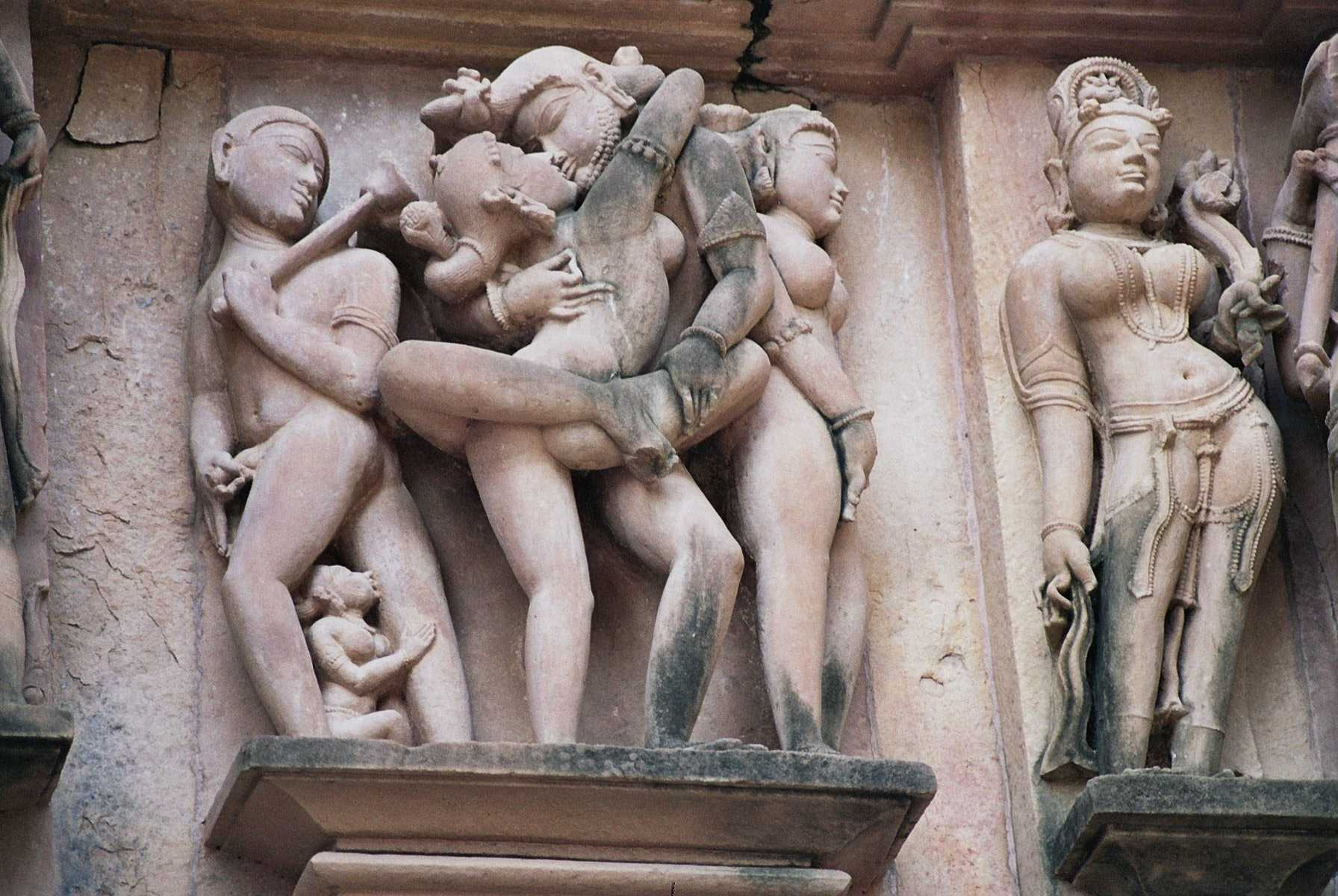
Una delle sculture che adornano i templi di Khajuraho

I templi di Khajuraho sono noti per le sculture erotiche che li adornano; esse comunque non sono presenti all'interno degli edifici o vicino alle rappresentazioni delle divinità, bensì si trovano nella parte esterna del muro interno in quei templi che hanno due cerchie di mura intorno all'edificio. Vi sono numerose interpretazioni riguardo alla posizione di queste sculture erotiche: secondo alcuni esse rappresentano il fatto che per giungere al cospetto della divinità si debba lasciare i propri desideri e le proprie pulsioni sessuali all'esterno del tempio. Esse mostrano anche che la divinità è pura come l'ātman, che non è affetto da desideri sessuali né da altre caratteristiche del corpo fisico.
Le sculture all'esterno dei templi mostrano esseri umani e tutti i cambiamenti che avvengono nel corpo umano; solo il 10% circa ha tematiche legate all'erotismo, mentre la maggior parte di esse mostra persone impegnate nelle attività di tutti i giorni.
Quando i templi vennero eretti probabilmente veniva accettata la tradizione tantrica, secondo la quale la soddisfazione dei desideri terreni è un passo verso il nirvana. Prima della conquista del Gran Mogol, quando i giovani vivevano in eremitaggio fino al momento in cui diventavano uomini, essi potevano imparare gli usi del mondo studiando le sculture dei templi di Khajuraho e i desideri terreni che esse ritraggono.